# Sejm (powstanie listopadowe)

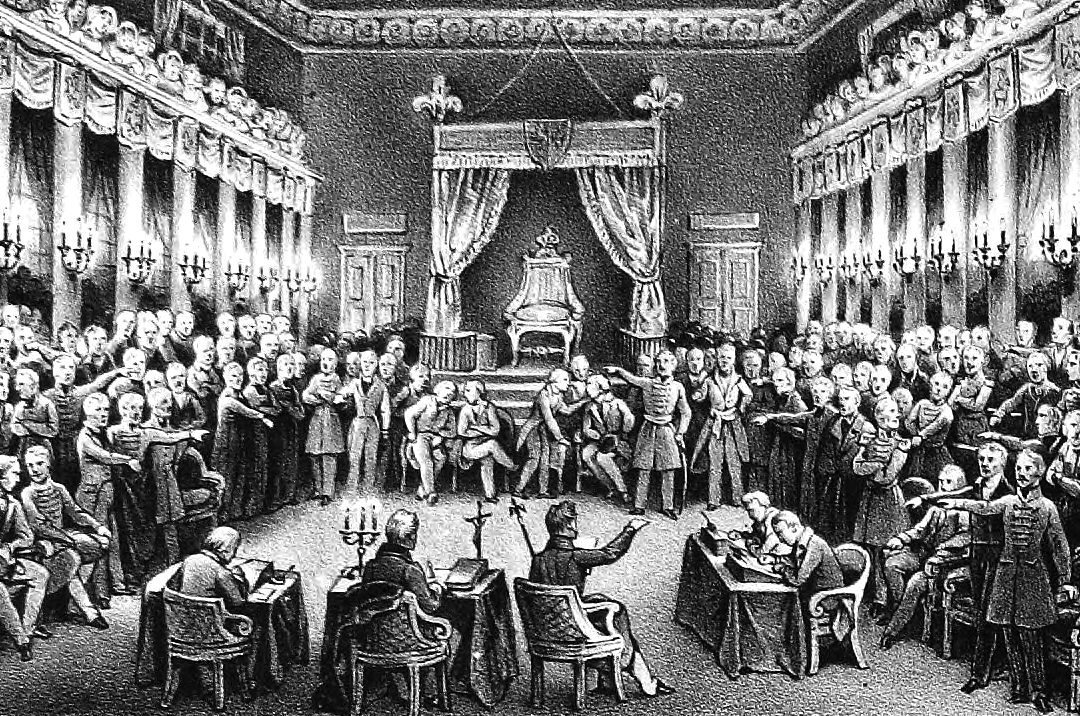
François de Villain, Detronizacja cara Mikołaja przez sejm 25 stycznia 1831

Sztandar Królestwa Polskiego z sali Sejmu, wywieziony po powstaniu listopadowym przez Joachima Lelewela

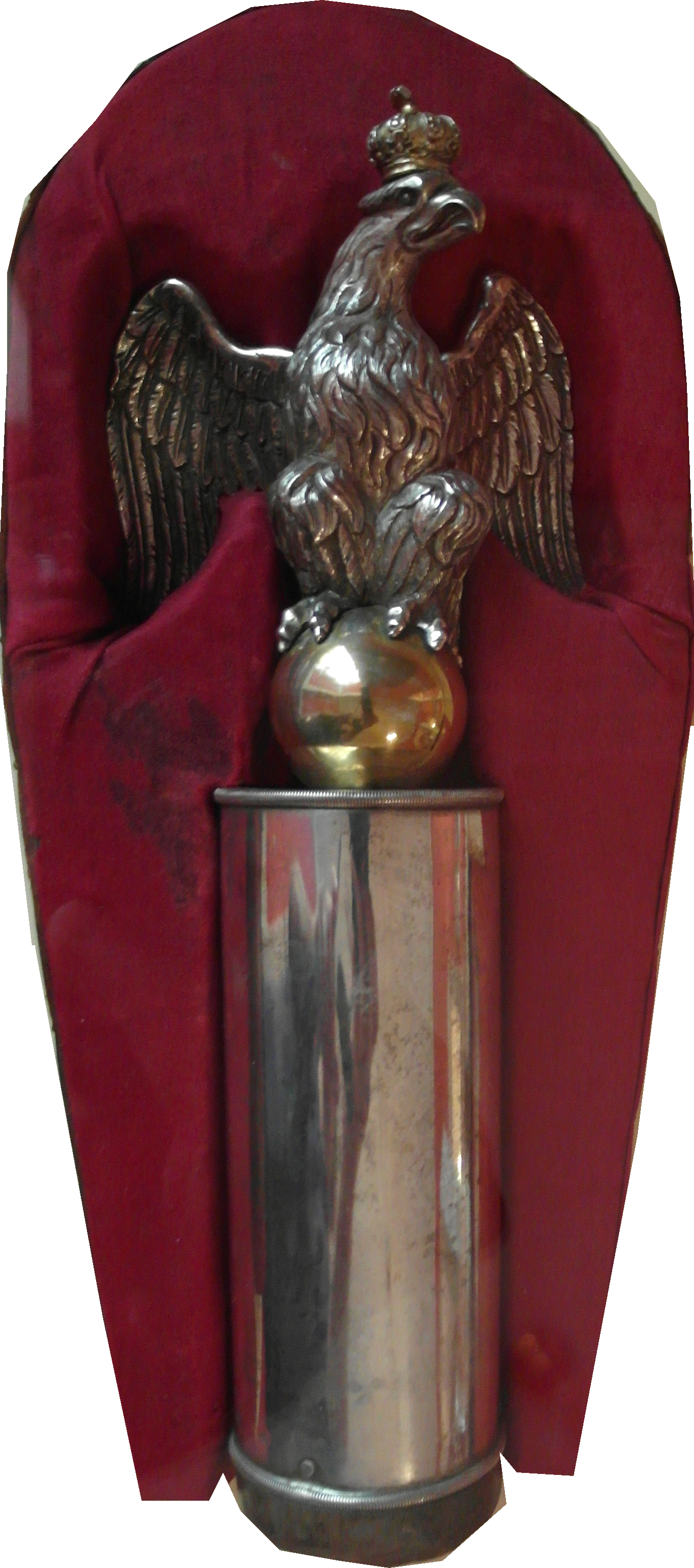
Głowica i fragment drzewca laski marszałka sejmu powstańczego Władysława Ostrowskiego

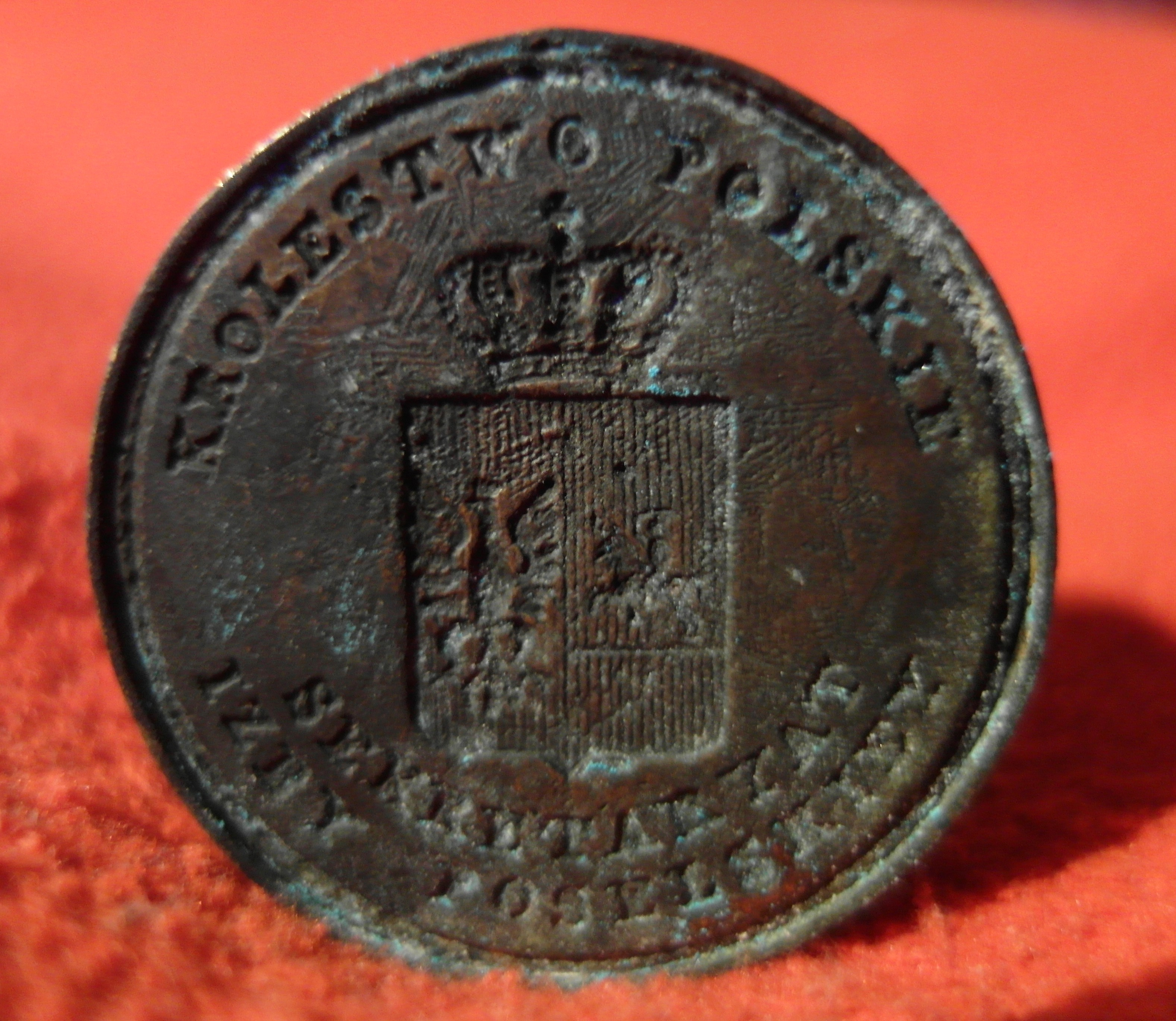
Pieczęć sekretariatu Izby Poselskiej Sejmu z powstania listopadowego

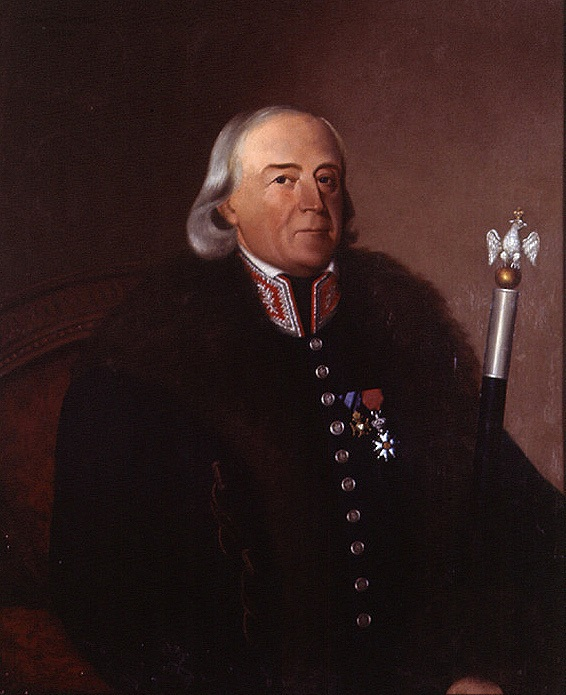
Hrabia Władysław Tomasz Ostrowski, Marszałek sejmu powstańczego

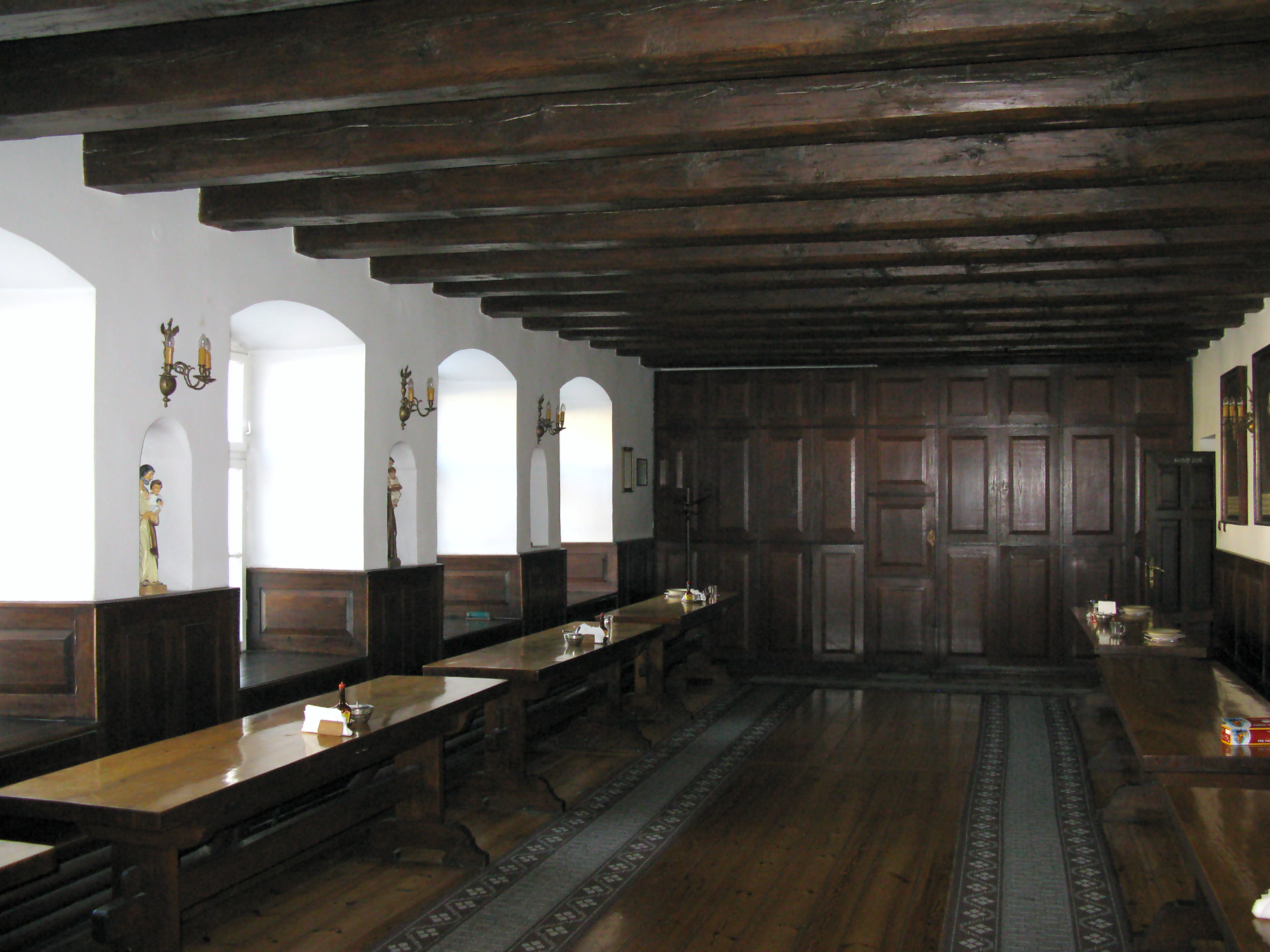
Refektarz klasztoru kapucynów w Zakroczymiu, miejsce obrad sejmu powstańczego

Sejm Królestwa Polskiego (1830-1831) – obradował z niewielkimi przerwami w czasie powstania listopadowego od 18 grudnia 1830 do 23 września 1831. Po detronizacji króla Mikołaja I Romanowa (25 stycznia 1831) Sejm przejął większość prerogatyw monarchy. Obie izby (poselska i senatorska) uzyskały wyłączność na stanowienie ustaw oraz inicjatywę ustawodawczą (którą to kompetencję przyznano także Rządowi Narodowemu).

## Pierwsze posiedzenia sejmu
Zwołany 18 grudnia 1830 roku na Zamku Królewskim w Warszawie sejm powołał na swojego marszałka Władysława Tomasza Ostrowskiego. Mandaty swoje zachowali wszyscy parlamentarzyści wchodzący w skład sejmu z czerwca 1830. Po wycofaniu swojej dymisji generał Józef Chłopicki przyjął 20 grudnia oferowaną mu dyktaturę. Nad poczynaniami dyktatora miała czuwać specjalna deputacja sejmowa.
5 stycznia 1831 roku prasa warszawska ogłosiła tekst Manifestu sejmowego z 20 grudnia 1830, który przedstawiał europejskiej opinii publicznej przyczyny powstania w Polsce.
Tekst przyjęty przez deputację sejmową głosił m.in., że połączenie na jednym czole koron samodzierżcy i króla konstytucyjnego było potworem politycznym, który długo istnieć nie mógł... Zaręczona wolność osobista zgwałcona, zapełniono więzienia, wojenne sądy postanowione na osoby cywilne, rozciągnięto sromotne kary na obywateli, których całą winą było, że ducha i charakter narodowy ratować od zepsucia i zguby zamierzali... Z łona matek wydzierano niedorosłe dzieci, znakomitych rodzin nadzieje, wywożono na Sybir lub oddawano w szeregi zepsutego żołdactwa. O ile władca Rosji narzuci Polakom walkę, to wróg nasz nad jedną tylko pustynią więcej panowanie swoje rozciągnie.

## Detronizacja Mikołaja I
25 stycznia 1831 roku w obliczu agresywnych deklaracji feldmarszałka Iwana Dybicza i widma wkroczenia wojsk rosyjskich sejm pozostający pod silną presją opinii publicznej, podburzonej przez Towarzystwo Patriotyczne, podjął uchwałę o pozbawieniu tronu polskiego cesarza Rosji Mikołaja I.

## Poszerzenie składu i kompetencji
Uchwała O sposobie początkowania, obradowania, dyskutowania i przyjmowania projektów z 22 stycznia 1831 oddała inicjatywę ustawodawczą obu izbom sejmowym i rządowi. Uchwalony przez obie izby projekt stawał się prawem. Sejm podporządkował sobie wodzów naczelnych i rząd. Ustawa o przysiędze z 8 lutego 1831 przekazywała sejmowi większość prerogatyw królewskich. Bardzo dużego znaczenia nabrały komisje sejmowe, w tym komisja dyplomacji.
Po powołaniu pięcioosobowego Rządu Narodowego sejm wybrał 30 stycznia 1831 na jego prezesa księcia Adama Jerzego Czartoryskiego.
13 lutego 1831 połączone izby podjęły decyzję o przeprowadzeniu wyborów w okręgach, gdzie opuszczony został mandat. W związku z sytuacją militarną wybory były możliwe tylko na lewym brzegu Wisły.
18 maja 1831 sejm wykluczył ze swojego grona osoby, które nie podpisały aktu detronizacji. W myśl prawa z 19 maja dokonano poszerzenia składu sejmu o trzydziestu dwóch przedstawicieli ziem zabranych, reprezentantów Litwy i Rusi.

## Po kapitulacji Warszawy
Po upadku Warszawy (7 września 1831) zmalało znaczenie Sejmu i rządu powstańczego. Za sprawą gen. Macieja Rybińskiego siedzibą rządu i Sejmu został Zakroczym. Tam w refektarzu miejscowego klasztoru kapucynów odbywały się od 11 do 20 września posiedzenia Sejmu. 18 września obie izby na wniosek Joachima Lelewela podjęły uchwałę o ustanowieniu Gwiazdy Wytrwałości.
Ostatnia sesja sejmowa odbyła się 23 września 1831 w Płocku.